# 五行山郡
五行山郡（越南语：／）是越南岘港市下辖的一个郡。面积37平方公里，2018年总人口115872人。

## 地理
五行山郡位于五行山畔，东临南中国海，西接锦荔郡，西南接和荣县，北接山茶郡，西北接海洲郡，南接广南省奠磐市社。

## 历史
1997年1月23日，以原省辖岘港市北美安坊和和荣县和贵社、和海社2社设立五行山郡；和贵社改制为和贵坊，和海社改制为和海坊。
2005年3月2日，北美安坊分设为美安坊和闺美坊。

## 行政区划
五行山郡下辖4坊，郡人民委员会位于闺美坊。
- 和海坊（Phường Hòa Hải）
- 和贵坊（Phường Hòa Quý）
- 闺美坊（Phường Khuê Mỹ）
- 美安坊（Phường Mỹ An）